# Hispano-Suiza 12X
Hispano-Suiza 12X byl letecký dvanáctiválcový vidlicový motor francouzské firmy Hispano-Suiza, vyvinutý na základě předchozí konstrukce motoru Hispano-Suiza 12N.
Motor byl rozšířený v 30. letech 20. století, kdy kupříkladu poháněl stíhací letouny Dewoitine D.500 a D.501, Blériot-SPAD S.510 (poslední francouzský stíhací dvouplošník zařazený do služby a také úplně poslední konstrukce firmy Blériot Aéronautique), či čtyřmotorový létající člun Lioré et Olivier H-246 (ten poháněly motory Hispano-Suiza 12Xirsl a 12Xjrsl o výkonu po 720 k). Dobou používání i výkony je srovnatelný s britským motorem Rolls-Royce Kestrel a německým Junkers Jumo 210.
Vyráběl se v řadě verzí, mj. HS 12Xbrs, HS 12Xcrs (upravený pro montáž kanónu mezi bloky válců), či dvojice motorů HS 12Xirs a HS 12Xjrs, spolu s HS 12Xirsl a HS 12Xjrsl (motory Xirs a Xirsl byly levotočivé, Xjrs a Xjrsl pravotočivé). Specialitou francouzských konstrukcí vícemotorových letounů byla montáž motorů s protiběžným chodem, vlevo se vesměs montovaly motory pravotočivé, vpravo pak levotočivé (u jednomotorových letounů převažovaly motory levotočivé).
Celkem ve Francii vzniklo 800 kusů HS 12X.[zdroj⁠?!]

## Hispano-Suiza 12Xirs
- Typ: pístový letecký motor, čtyřdobý zážehový vodou chlazený přeplňovaný vidlicový dvanáctiválec (bloky válců svírají úhel 60°), přeplňovaný odstředivým kompresorem, vybavený reduktorem, pohání levotočivou vrtuli
- Vrtání válce: 130 mm
- Zdvih pístu: 170 mm
- Celková plocha pístů: 1593 cm²
- Zdvihový objem motoru: 27 077 cm³
- Kompresní poměr: 5,80
- Rozvod: OHC, dvouventilový
- Převod reduktoru: 1,733 (26÷15)
- Kompresor: jednostupňový, jednorychlostní odstředivý, poháněný převodem od klikového hřídele
- Zapalování zdvojené, zapalovacími magnety
- Mazání motoru: tlakové, oběžné, se suchou klikovou skříní
- Příprava palivové směsi: šest karburátorů Zenith
- Hmotnost suchého motoru: 385 kg
- Maximální výkon: 720 k (529,6 kW) při 2600 ot/min